# Шилия
Шаблон:Infobox country
Шилия — самопровозглашённое виртуальное микрогосударство, основанное 22 марта 2024 года. Не признано ни одной страной мира. Столица — Альбубинск. Символ страны — шиншилла, изображённая на флаге.

## Общие сведения
- Дата основания: 22 марта 2024 года
- Площадь: 0,68 км²
- Население: 11 человек (2025)
- Форма правления: либерализм
- Официальные языки: русский, шилийский, литовский
- Валюта: зуй
- Национальный ресурс: чёрная смола

## История
Основана президентом Альбертом 22 марта 2024 года. Первоначально в состав входил только город Альбубинск, позднее добавлены регионы Сан-Шилио и Южная Шилия.
В 2025 году утверждены государственные символы: флаг с изображением шиншиллы и герб. В том же году Шилия начала виртуальную дипломатическую переписку с другими странами, включая Финляндию.

## Символика
- Флаг: прямоугольное полотно с национальными цветами и изображением шиншиллы.
- Герб: щит с изображением шиншиллы и символов национальных ресурсов.
- Гимн: Шилийская земля, утверждённый в 2025 году.

## География
Территория Шилии условно разделена на три региона:
1. Альбубинск — столица.
2. Сан-Шилио — западный город.
3. Южная Шилия.

## Политическая система
Государственный строй — либеральный ана. Президент выполняет в основном представительские функции.

## Экономика
Экономика носит символический характер. Основной ресурс — чёрная смола. Основная валюта — зуй.

## Язык
Шилийский язык создан на основе латинского алфавита с 31 буквами A B C Č D E Ë F G Ğ H I J K L M N O P Q R S Š T U Ü V W X Y Z

## Дипломатия
Ведётся переписка с МИД разных стран, ответа не поступило Президент отправлял письма и государственные символы в Финляндию и в Люксембург другие государства.